# Gurie Grosu
Gurie Grosu (n. 1 ianuarie 1877, Nimoreni, raionul Ialoveni, Republica Moldova – d. 14 noiembrie 1943, București, România) a fost mitropolit român, primul titular al Mitropoliei Basarabiei după 100 de ani de ocupație rusă. Numele său de botez era Gheorghe, iar numele de Gurie l-a luat atunci când s-a călugărit. Gurie a fost un om extrem de evlavios și unul din promotorii românismului în Basarabia.
În momentul când regele Carol al II-lea a făcut o vizită în Basarabia în 1930, Mitropolitul Gurie l-a împiedicat să intre în altar prin porțile împărătești, spunându-i că un rege poate să o facă doar având coroana pe cap și împreună cu soția sa legiuită, principesa Elena a Greciei, reproșându-i astfel relațiile extraconjugale. Acest fapt nu i-a fost iertat de rege niciodată, a creat o campanie împotriva lui Gurie, exagerând cu mult cele întâmplate anterior. A fost acuzat de abuzuri și lipsă în gestiune fiind cercetat de Curtea de Casație, care nu a dus niciodată ancheta la final. La presiunile regelui, Sfântul Sinod în frunte cu Patriarhul Miron Cristea, l-au suspendat temporar la 11 noiembrie 1936, fără să țină seama și de scrisoarea trimisă de acesta. În apărarea lui nu au fost decât legionarii și încă un înalt prelat.

## Studii, educație
A studiat la Școala spirituală (1888-1882) și la Seminarul teologic din Chișinău (1892-1898), apoi, între 1898 și 1902, la Academia duhovnicească din Kiev, înființată de Mitropolitul român Petru Movilă, unde a obținut titlul de magistru în teologie.

## Activitate pedagogică și duhovniceasă
Călugărit în Mănăstirea Noul Neamț din Chițcani, hirotonit ieromonah și numit “misionar eparhial" (1902), mai târziu este hirotesit protosinghel și arhimandrit (1909).  Are meritul de a fi obținut înființarea unei tipografii eparhiale (1896) și a fi ctitorit revista “Luminătorul" din Chișinău (1908). A fost Stareț la mănăstirea Sf. Avram din  gubernia Smolensk (1909), director la școlile normale de învățători din Grușevsk (1910-1914) și Samovka (1914 - 1917), profesor de Limba română la Chișinău (1917-1918) și un militant al românismului, în calitatea sa de ministru adjunct al Justitiei în Guvernul provizoriu din Chișinău. La 4 iulie 1918 a fost ales de Sf. Sinod din București arhiereu-vicar al Mitropoliei Moldovei, cu titlul “Botoșăneanul" (hirotonit la Iași la 15 iulie 1918. În 1919 a fost numit arhiereu-vicar al Arhiepiscopiei Chișinăului (cu titlul “de Bălți"); la 1 ianuarie 1920 locțiitor de arhiepiscop al Chișinăului și Hotinului, la 21 februarie 1920 ales titular (înscăunat în 1921), iar din 28 aprilie 1928 devine mitropolit al Basarabiei, păstorind până la 11 noiembrie 1936, când a fost pensionat.

## Lucrări

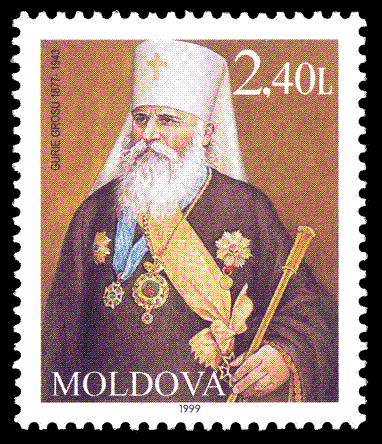
Imaginea mitropolitului pe un timbru din RM

- Carte de învățătură despre legea lui Dumnezeu alcătuită după mai multe manuale rusești, Chișinău, 1908.
- Bucoavnă moldovenească. Chișinău, 1909;
- Istoria mănăstirii noului Neamț, Chișinău, 1911.
- Abecedar moldovenesc Chișinău, 1917,  (în colaborare; ed. a II-a și a III-A,cu litere latine, în 1918, ed. a VII-a în 1922),
- Rugăciune și lămurirea lor, Chișinău, 1920, 44 p.;
- Despre omul “trupesc", “sufletesc" și “duhovnicesc". Chișinău, 1924,
- Istoria sfântă a Vechiului și Noului Testament, Chișinău, 1924, (și alte ediții);
- Slujirea lui Dumnezeu a unui preot bun, după Părintele loan de Cronstadt, Chișinău, 1925,
- Trilogia Mitropolitul Gurie – misiunea de credință și cultură (coordonator Silvia Grossu):

Mitropolitul Gurie – misiunea de credință și cultură. Vol. I. Chișinău, Editura Epigraf, 2007, 16 planșe cu imagini, 296 p.; Mitropolitui Gurie – operă zidită în destinul Basarabiei. Vol. II. Chișinău, Editura Epigraf, 2016, 16 planșe cu imagini, 320 p.; Mitropolitul Gurie: procesul și apărarea mea. Vol. III. Editura Epigraf, 2018, 16 planșe cu imagini, 400 p.

## Traduceri din rusă
- Istoria mănăstirii noului Neamț, Chișinău, 1911; M. Calnev
- Despre cinstirea sfintelor icoane, Chișinău, 1920,
- Alte numeroase traduceri și adaptări din rusește, broșuri, articole, predici, cuvântări, pastorale, publicate mai ales în revistele ,,Luminătorul" și “Misionarul" sau în ziarele "Cuvânt Moldovenesc", “România Nouă" ș.a (toate din Chișinău).